# Sinocyclocheilus
A Sinocyclocheilus  a csontos halak (Osteichthyes) főosztályának sugarasúszójú halak (Actinopterygii)  osztályába, a pontyalakúak (Cypriniformes) rendjébe, a pontyfélék (Cyprinidae) családjába, és az Barbinae alcsaládjába tartozó nem.

## Rendszerezés
A nemhez az alábbi fajok tartoznak.
- Sinocyclocheilus grahami (Regan, 1904)
- Sinocyclocheilus multipunctatus (Pellegrin, 1931)
- Sinocyclocheilus angustiporus (Zheng & Xie, 1985)
- Sinocyclocheilus anatirostris (Lin & Luo, 1986)
- Sinocyclocheilus altishoulderus (Li & Lan, 1992)
- Sinocyclocheilus albeoguttatus (Zhou & Li, 1998)
- Sinocyclocheilus angularis (Zheng & Wang, 1990)
- Sinocyclocheilus anophthalmus (Chen, Chu, Luo & Wu, 1988)
- Sinocyclocheilus biangularis (Wang, 1996)
- Sinocyclocheilus bicornutus (Wang & Liao, 1997)
- Sinocyclocheilus brevis (Lan & Chen & Lan, 1992)
- Sinocyclocheilus cyphotergous (Dai, 1988)
- Sinocyclocheilus guilinensis (Ji, 1985)
- Sinocyclocheilus macrocephalus (Li, 1985)
- Sinocyclocheilus hyalinus (Chen & Yang, 1994)
- Sinocyclocheilus macrolepis (Wang & Chen, 1989)
- Sinocyclocheilus furcodorsalis (Chen, Yang & Lan, 1997)
- Sinocyclocheilus guangxiensis (Zhou & Li, 1998)
- Sinocyclocheilus halfibindus (Li & Lan, 1992)
- Sinocyclocheilus jii (Zhang & Dai, 1992)
- Sinocyclocheilus lateristriatus (Li, 1992)
- Sinocyclocheilus longifinus (Li, 1996)
- Sinocyclocheilus yishanensis (Li & Lan, 1992)
- Sinocyclocheilus maitianheensis (Li, 1992)
- Sinocyclocheilus malacopterus (Chi & Cui, 1985)
- Sinocyclocheilus tingi (Fang, 1936)
- Sinocyclocheilus microphthalmus (Li, 1989)
- Sinocyclocheilus purpureus (Li, 1985)
- Sinocyclocheilus yangzongensis (Tsü & Chen, 1977)
- Sinocyclocheilus oxycephalus (Li, 1985)
- Sinocyclocheilus rhinocerous (Li & Tao, 1994)
- Sinocyclocheilus robustus (Chen & Zhao, 1988)
- Sinocyclocheilus macroscalus (Li, 1996)
- Sinocyclocheilus longibarbatus (Wang & Chen, 1989)
- Sinocyclocheilus huaningensis (Li, 1998)
- Sinocyclocheilus maculatus (Li, 2000)
- Sinocyclocheilus lingyunensis (Li, Xiao & Luo, 2000)
- Sinocyclocheilus macrophthalmus (Zhang & Zhao, 2001)
- Sinocyclocheilus qujingensis (Li, Mao & Lu, 2002)
- Sinocyclocheilus qiubeiensis (Li, 2002)
- Sinocyclocheilus luopingensis (Li & Tao, 2002)
- Sinocyclocheilus jiuchengensis (Li, 2002)
- Sinocyclocheilus wumengshanensis (Li, Mao & Lu, 2003)
- Sinocyclocheilus tianeensis (Li, Xiao & Luo, 2003)
- Sinocyclocheilus tileihornes (Mao, Lu & Li, 2003)
- Sinocyclocheilus jiuxuensis (Li & Lan, 2003)
- Sinocyclocheilus hugeibarbus (Li & Ran, 2003)
- Sinocyclocheilus huanglongdongensis (Li & Xiao, 2004)
- Sinocyclocheilus tianlinensis (Zhou, Zhang & He, 2004)
- Sinocyclocheilus liboensis (Li, Chen & Ran, 2004)
- Sinocyclocheilus hei (Li & Xiao, 2004)
- Sinocyclocheilus guanduensis (Li & Xiao, 2004)
- Sinocyclocheilus xunlensis (Lan, Zhao & Zhang, 2004)
- Sinocyclocheilus aluensis (Li, Xiao, Feng & Zhao, 2005)
- Sinocyclocheilus yimenensis (Li, Xiao, Feng & Zhao, 2005)
- Sinocyclocheilus donglanensis (Zhao, Watanabe & Zhang, 2006)
- Sinocyclocheilus aquihornes (Li & Yang, 2007)
- Sinocyclocheilus broadihornes (Li & Mao, 2007)
- Sinocyclocheilus brevibarbatus (Zhao, Lan & Zhang, 2008)
- Sinocyclocheilus yaolanensis (Zhou, Li & Hou, 2009)